# Orchon, Darchan-Uul
Orchon (mongoliska: Орхон Сум, Orchon Sum) är ett distrikt i Mongoliet.   Det ligger i provinsen Darchan-Uul, i den centrala delen av landet, 220 km norr om huvudstaden Ulaanbaatar.